# Partido judicial de Cistierna
El partido judicial de Cistierna es un Partido Judicial de la provincia de León en comunidad autónoma Castilla y León (España).
Relación de municipios que pertenecen al partido judicial de Cistierna:
- Acebedo
- Boca de Huérgano
- Burón
- Cistierna
- Crémenes
- La Ercina
- Maraña
- Oseja de Sajambre
- Posada de Valdeón
- Prado de la Guzpeña
- Prioro
- Puebla de Lillo
- Reyero
- Riaño
- Sabero
- Valderrueda